# Mieczysław Walesiuk
Mieczysław Walesiuk (ur. 4 grudnia 1906 w Porosłach, zm. 3 lutego 1946 w Sanoku) – polski oficer.

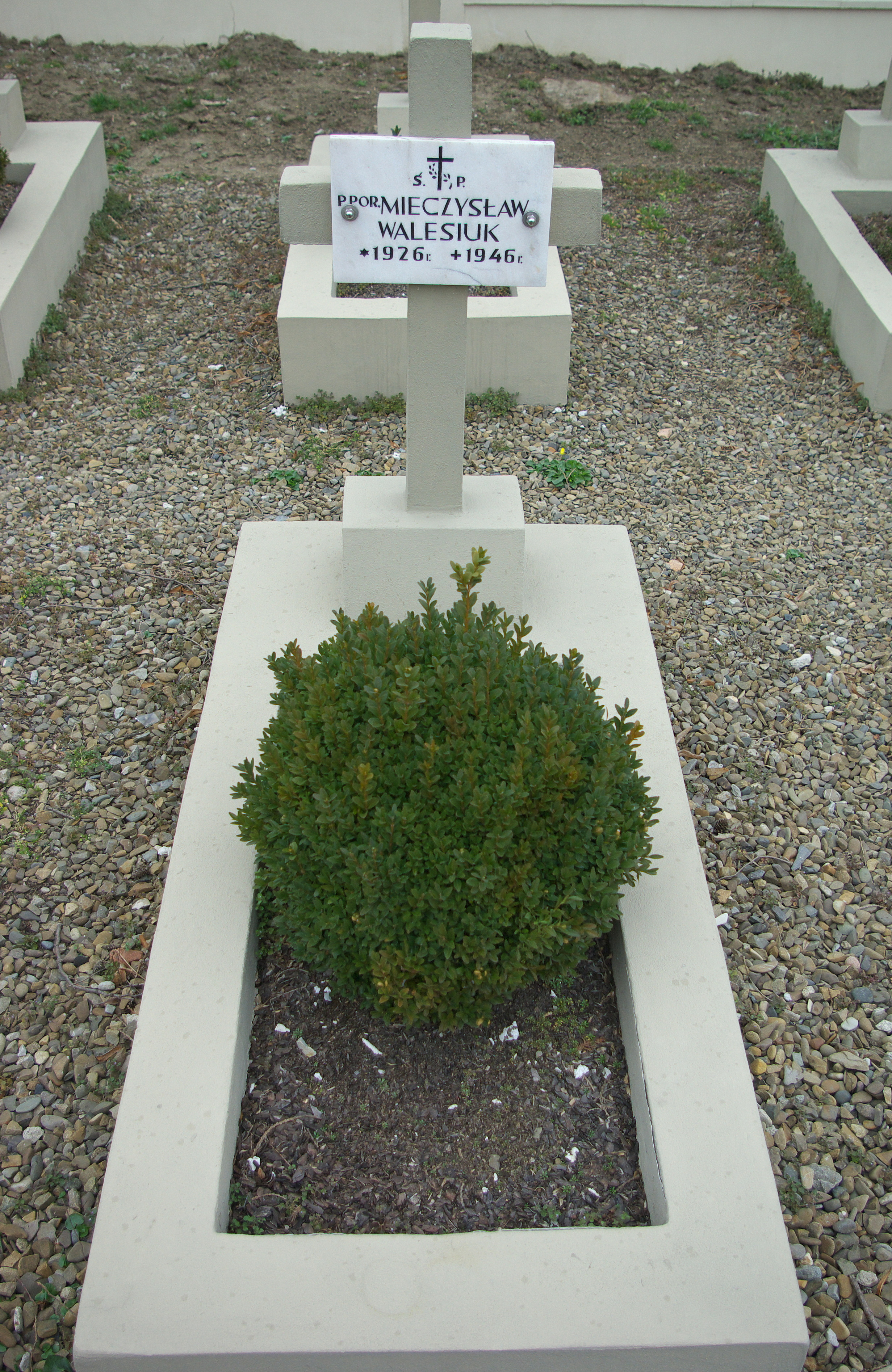
Symboliczny nagrobek Mieczysława Walesiuka w Sanoku

## Życiorys
Urodził się 4 grudnia 1906 w miejscowości Porosły w okolicach Białegostoku jako syn Konstantego i Anastazji bądź Stanisławy z domu Janickiej.
W okresie II Rzeczypospolitej został żołnierzem kawalerii Wojska Polskiego. Był przydzielony do 10 pułku Ułanów Litewskich w Białymstoku. Jako podoficer służył w jednostce w stopniu plutonowego. Odbył naukę w Szkole Podchorążych Kawalerii w Grudziądzu, po czym powrócił do macierzystego pułku.
Po wybuchu II wojny światowej brał udział w kampanii wrześniowej, po czym dostał się do niewoli, w której przebywał krótkotrwale. Po nastaniu okupacji sowieckiej ukrywał się na Białostocczyźnie. Po nadejściu w 1944 frontu wschodniego został zmobilizowany do Ludowego Wojska Polskiego i przydzielony do 34 pułku piechoty w składzie 8 Dywizji Piechoty (pułk stacjonował wówczas we wsi Mordy). W stopniu podporucznika na stanowisku dowódcy plutonu zwiadu konnego w kwietniu 1945 uczestniczył w forsowaniu Nysy i forsowaniu Odry, bitwie pod Budziszynem, walkach o Drezno. Po zakończeniu działań wojennych wraz z pułkiem został przeniesiony do miejsca jego stacjonowania w Sanoku. Pełnił funkcję wojskowego komendanta miasta Sanoka.
Poniósł śmierć 3 lutego 1946. Według publikacji w „Dzienniku Rzeszowskim” z 21 lutego 1946 zginął na posterunku. Według innych źródeł poległ w walce z UPA. W myśl dokumentów przekazanych rodzinie przez administrację wojskową w 1946, został zamordowany skrytobójczym strzałem przez członków UPA. 
Analogicznie w późniejszych publikacjach opisujących działania 34 pułku piechoty Mieczysław Walesiuk został wymieniony w wykazie żołnierzy 34pp poległych w walce z UPA.
Został pochowany 7 lutego 1946 w Sanoku w uroczystym pogrzebie z honorami wojskowymi, którym uczestniczyli żołnierze (w tym generał dywizji), społeczeństwo i władze miasta z burmistrzem Stanisławem Lisowskim. Pogrzeb celebrował ks. wikary Mieczysław Szewczyk z Parafii Przemienienia Pańskiego w Sanoku. Pośmiertnie został awansowany do stopnia porucznika. W okresie Polski Ludowej na wniosek żony jego szczątki zostały przeniesione na cmentarz św. Rocha w Białymstoku. Symboliczny nagrobek Mieczysława Walesiuka pozostał w kwaterze żołnierzy polskich na cmentarzu Centralnym w Sanoku.
Mieczysław Walesiuk był żonaty z Marianną (bądź Marią) z domu Górską, z którą miał dwóch synów, w tym starszego Jerzego (ur. ok. 1935/1936).
Według nieoficjalnych źródeł Mieczysław Walesiuk otrzymał awans do stopnia porucznika za życia w dniu swojej śmierci, a podczas świętowania tego faktu został zastrzelony przez nieznanych sprawców, co miało mieć rzekomo związek z sytuacją zaszłą kilka dni wcześniej, gdy Walesiuk miał upomnieć żołnierzy Armii Czerwonej w związku z ich nieprzystającym do munduru zachowaniem.

## Odznaczenia
- Order Krzyża Grunwaldu III klasy – pośmiertnie (1946)[9][11][1][6]
- Krzyż Walecznych[1][6][9] – dwukrotnie (1939)[12]